# Arc de Triomphe
Az Arc de Triomphe (közismert magyar nevén a Diadalív) híres párizsi emlékmű, Franciaország fővárosának egyik legismertebb látnivalója, amely I. Napóleon császár és a mindenkori francia hadsereg dicsőségét hirdeti a Champs-Élysées végpontján, a Charles de Gaulle (korábban Étoile) téren.

## Története

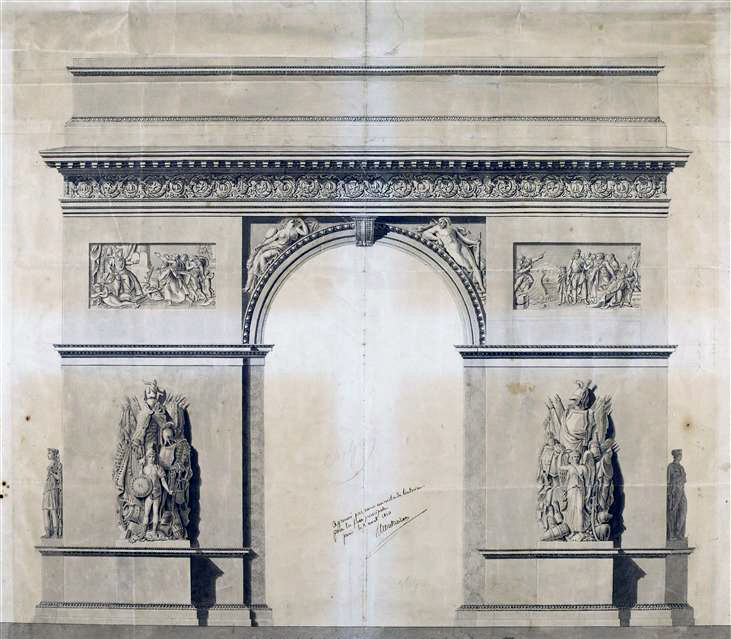
Jean François Chalgrin projektje, c. 1806

1806. február 16-án I. Napóleon császár rendeletet adott ki, amelyben egy, a Grande Armée dicsőségét hirdető diadalív megépítéséről intézkedett. Ezt a grandiózus emlékművet Párizs egyik meghatározó jelképének és a császár ókori Róma iránti rajongása kifejezésének szánták (vö. Arc de Triomphe du Carrousel). Az építészek, Jean-Arnaud Raymond és Jean François Chalgrin Titus római császár hasonló emlékművéről mintázták Napóleon diadalívét, amely azonban még javában épült a császár bukásakor. A munkálatok csak 30 év múltán, Orléans-i Lajos Fülöp uralkodása alatt, 1836-ban fejeződtek be. Az eltelt zűrzavaros időszakban legalább hat alkalommal változtattak megjelenésének tervein és a célján. Végül Adolphe Thiers, a júliusi monarchia államtanácsának elnöke avatta fel, mint a forradalmi és császári francia hadsereg győzelmeinek emlékművét.
Az Arc de Triomphe-on számos felirat látható, amelyek részint a napóleoni csaták mintegy 158 helyszínének – köztük Győrnek is – részint a korszak összesen 660 tábornokának állítanak emléket a császár végakaratának megfelelően. Az utolsó feliratok 1895-ben kerültek az épületre, többek között, mivel a tizenhatos csoportokban felvésett nevek kiválogatása számos sérelmet váltott ki bizonyos „elfeledett” katonatisztek családjai körében.

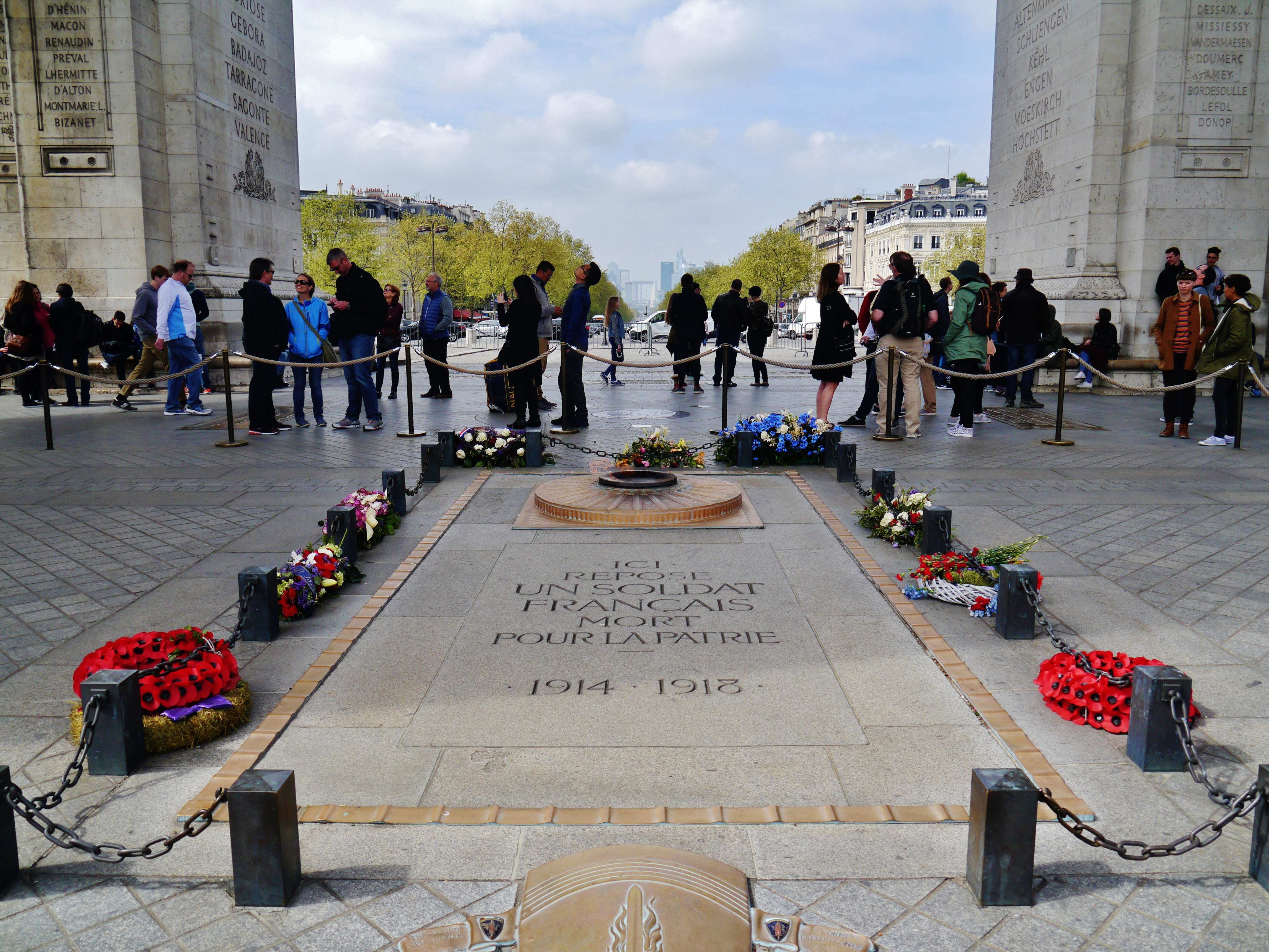
Az ismeretlen katona sírja

Katonaszervezetek nyomására a Panthéon helyett 1921-ben az építmény alatt készült el az „Ismeretlen katona sírja”, amelyet 1923 óta örökmécses ékesít. Emellett a gigantikus ív alatt több bronz emléktáblát is elhelyeztek, így például egy Elzász és Lotaringia 1918-as visszatérését ünneplő plakettet, vagy Charles de Gaulle 1940. július 10-én elmondott híres beszédének szövegét, illetve megemlékezéseket a 20. század francia háborúiról.
Azóta a Diadalív számos ünnepélyes eseménynek adott otthont: 1840-ben Napóleon császár hamvait először ide szállították, 1885-ben Victor Hugónak itt adták meg a végtisztességet, 1919-ben az antant ünnepelte itt győzelmét az első világháborúban, majd 1944-ben Párizs felszabadulása alkalmából parádéztak itt a franciák. A francia nemzeti érzés egyik szimbólumaként mind a mai napig kulcsszerepe van számos nemzeti ünnepnapon, így május 8-án és november 11-én. Július 14-én innen indul a Concorde tér felé a hadsereg felvonulása.

## Szerkezete, felépítése

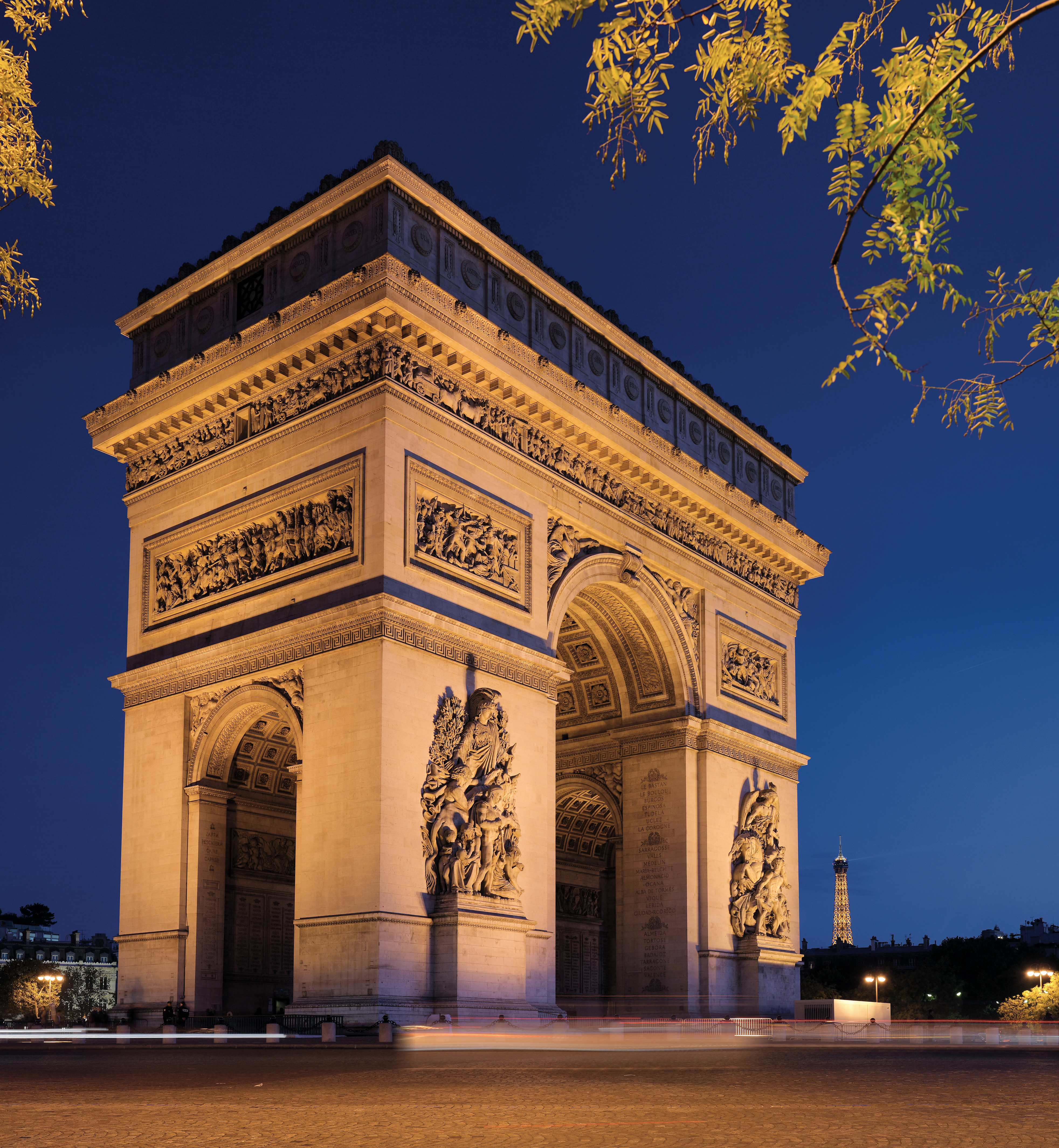
A Diadalív éjszaka

Meglehetősen egyszerű szerkezetű, egykapus diadalív, amely a Champs-Élysées-hez és a Grande Armée sugárúthoz (avenue de la Grande Armée) illeszkedve szélesebbik oldalain kelet-nyugati irányban nyitott. A kisebbik oldalakon alacsonyabb kapuívek nyílnak észak-déli irányban, a Kléber és a Wagram sugárutak tengelyére illeszkedve.
Az Arc de Triomphe korának legnagyobb diadalíve volt. 50 méter magas, 47 méter széles, nagy ívei pedig 29 méter magasak. A hatalmas monstrum mintegy 100 ezer tonnát nyom, alapjai pedig 8 méter mélyen fekszenek a föld alatt. Az alapanyagául szolgáló követ Île-de-France régióban, Château-Landon közelében bányászták.

## Szobrok a Diadalíven
Az Arc de Triomphe szobrokkal való díszítésére a felavató Thiers adott utasítást még belügyminiszterként, 1833-ban, és három év alatt mind el is készült. Az alkotók között ifjú tehetségek és már befutott, nagy művészek egyaránt szerepeltek.
A nagyobbik kapukat szegélyező négy pilléren, a belső feliratok magasságában egy-egy nagy, allegorikus szoborcsoport található. A Champs-Élysées felől nézve jobb kéz felé látható leghíresebbjük, a köznyelvben La Marseillaise-nek nevezett Az önkéntesek indulása 1792-ben, François Rude domborműve. Bal oldali szomszédja Jean-Pierre Cortot munkája, a babérkoszorús császárt ábrázoló Napóleon diadala. A túloldalon Antoine Étex munkái, az Ellenállás (a Grande Armée sugárút felől nézve jobbra) és a Béke láthatóak.
A már említett szobrok felett, a nagykapuk félköríve két oldalán és a kis ívek felett egy hat táblából álló relief-sor fut végig, amelyek az abukiri ütközetet, François Séverin Marceau tábornok temetését, a jemappes-i győzelmet, az Arcole-hídi átkelést, Alexandria bevételét és az austerlitzi csatát mutatják be. A kis ívek csegelyeiben a négy fegyvernem (gyalogság, lovasság, tengerészgyalogosok, tüzérség) jelképei láthatóak, míg a nagyéban az Elismertek, James Pradier munkái.
A kapuívek felett folyamatos, két méter magas fríz fut végig, amely a forradalom illusztris alakjait, katonáit és a hazatérést mutatja be az itáliai és egyiptomi hadjáratról.

## Képgaléria

A Charles de Gaulle (régebben Étoile) tér
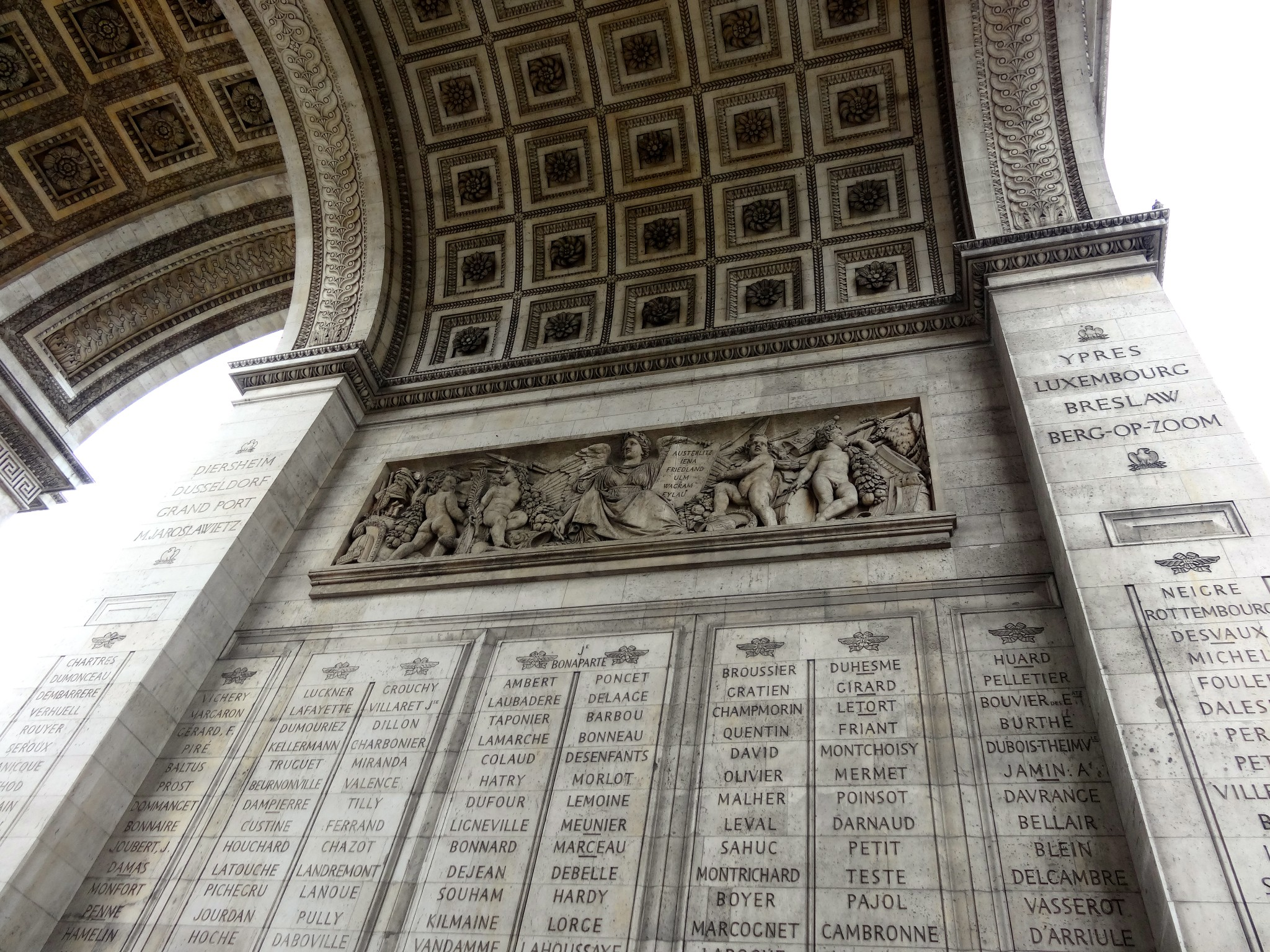
A tábornokok névsorának részlete
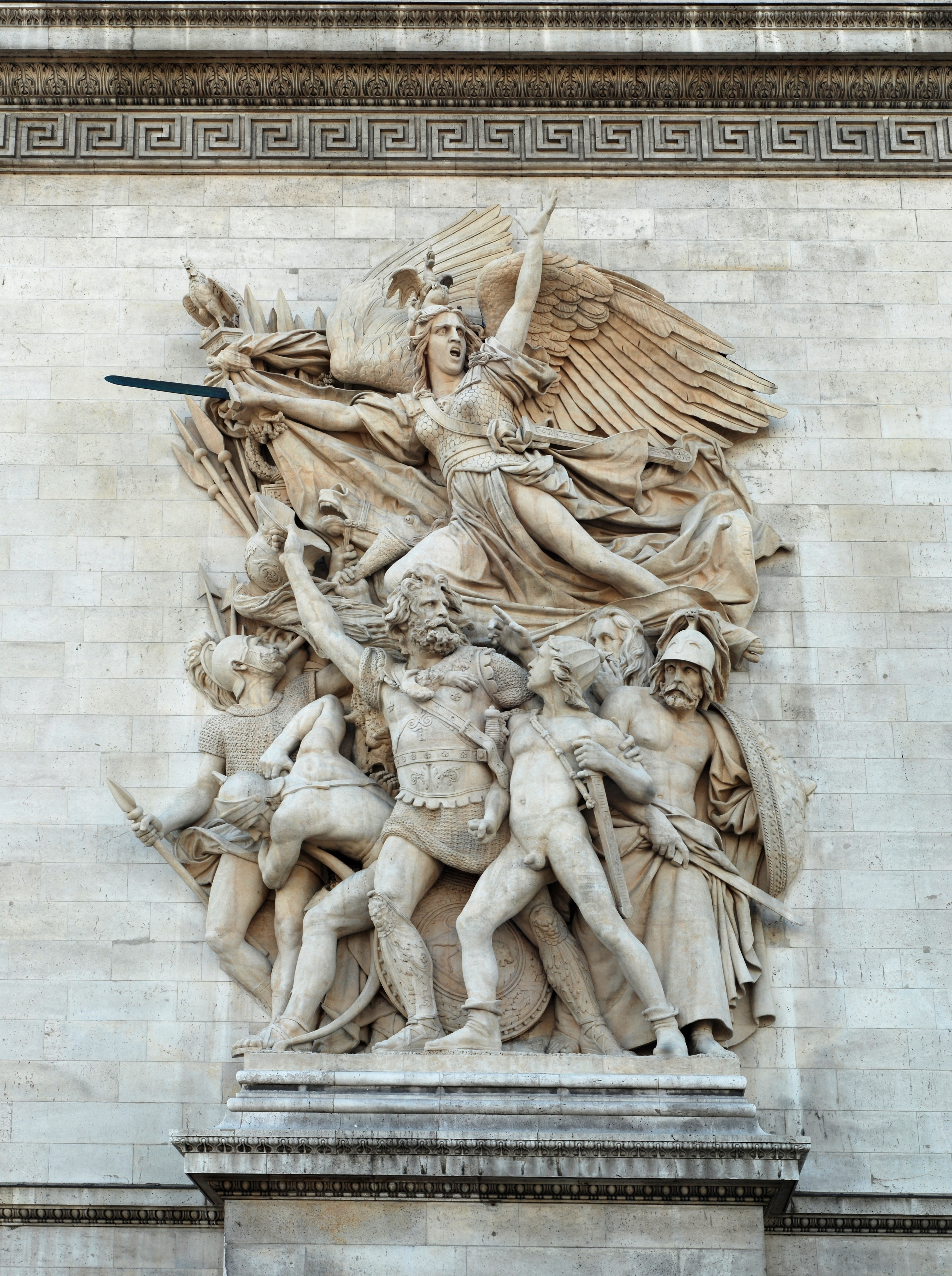
Rude: Az önkéntesek indulása 1792-ben (La Marseillaise)
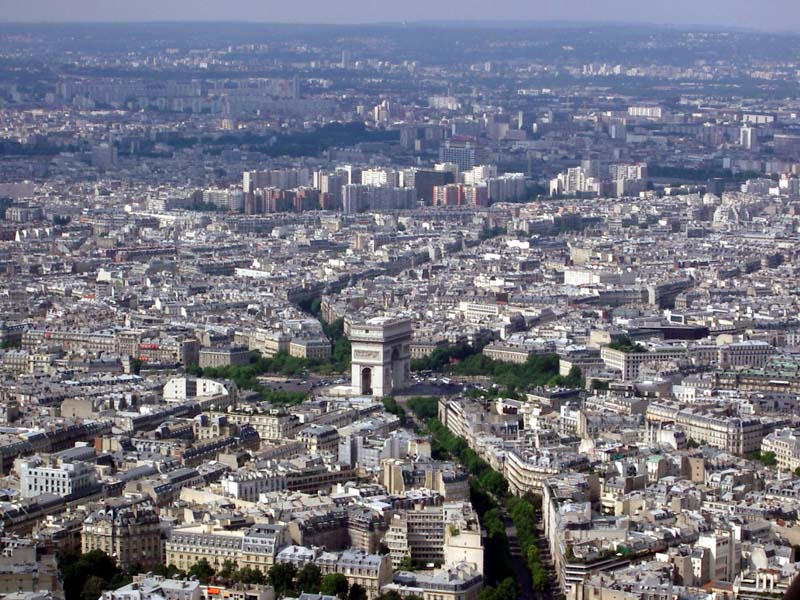
A Charles de Gaulle tér látképe az Eiffel-toronyból

## A tetőtér és a panoráma
A Diadalív teteje a Champs-Élysées felőli pillérekben levő csigalépcsőkön keresztül látogatható, és csodálatos panorámát kínál a nevéhez hűen csillag alakú Étoile térre és boulevard-jaira, így a Champs-Élysées-re, illetve a Défense negyedre, ahol ultramodern párja, a Grande Arche látható. Az eligazodásban két emelvény segít, ahol az ívről látható látványosságokat tüntetik fel.
A tető és az ív teteje közti térben hatalmas galériát hoztak létre, ahol egy 1937 óta látható, Franciaország és a Diadalív történetével kapcsolatos fénykép- és metszetgyűjtemény tekinthető meg, illetve az emlékmű és az I. világháború halottai emlékének 1919. július 13-án tartott virrasztására állított katafalk gipszmakettje látható. Az ún. pálmák termében, ahol régebben az I. világháború során elesettek emlékére készített bronzpálmákat mutattak be, időszaki kiállításokat szoktak berendezni.

Panoráma az Arc de Triomphe tetejéről a Champs-Élysées felé

## Multimédia
- Látvány az Arc de Triomphe tetejéről. YouTube